# Peltaea trinervis
Peltaea trinervis är en malvaväxtart som först beskrevs av Karel Bořivoj Presl, och fick sitt nu gällande namn av Krapovickas och Cristobal. Peltaea trinervis ingår i släktet Peltaea och familjen malvaväxter. Inga underarter finns listade i Catalogue of Life.